# 36e division d'infanterie (États-Unis)
Pour les articles homonymes, voir 36e division.
La 36e division d'infanterie est une des divisions d'infanterie de l'armée américaine (US Army).

## Création et différentes dénominations
La 36e Division d'Infanterie est créé le 18 juillet 1917 au cours de la Première Guerre mondiale combat sur le front Européen et est dissoute le 30 mai 1919.
Elle est recrée en 1940, combat sur le front Européen pendant la Seconde Guerre mondiale et est dissoute le 7 décembre 1945.
Elle renait en 2004. Elle est toujours en activité.

## Historique

### Première Guerre mondiale
La 36e DIUS est créée en août 1917.
La division est dissoute 30 mai 1919.

#### Composition
- 71e brigade d'infanterie
  - 141e régiment d'infanterie
  - 142e régiment d'infanterie
  - 132e bataillon de mitrailleuses
- 72e brigade d'infanterie
  - 143e régiment d'infanterie
  - 144e régiment d'infanterie
  - 133e bataillon de mitrailleuses
- 61e brigade d'artillerie de campagne
  - 131e régiment d'artillerie de campagne (75 mm)
  - 132e régiment d'artillerie de campagne (75 mm)
  - 133e régiment d'artillerie de campagne (155 mm)
  - 111e batterie de mortiers de tranchée
- 131e bataillon de mitrailleuses
- 111e bataillon de génie
- 111e bataillon de transmission
- services

### Seconde Guerre mondiale

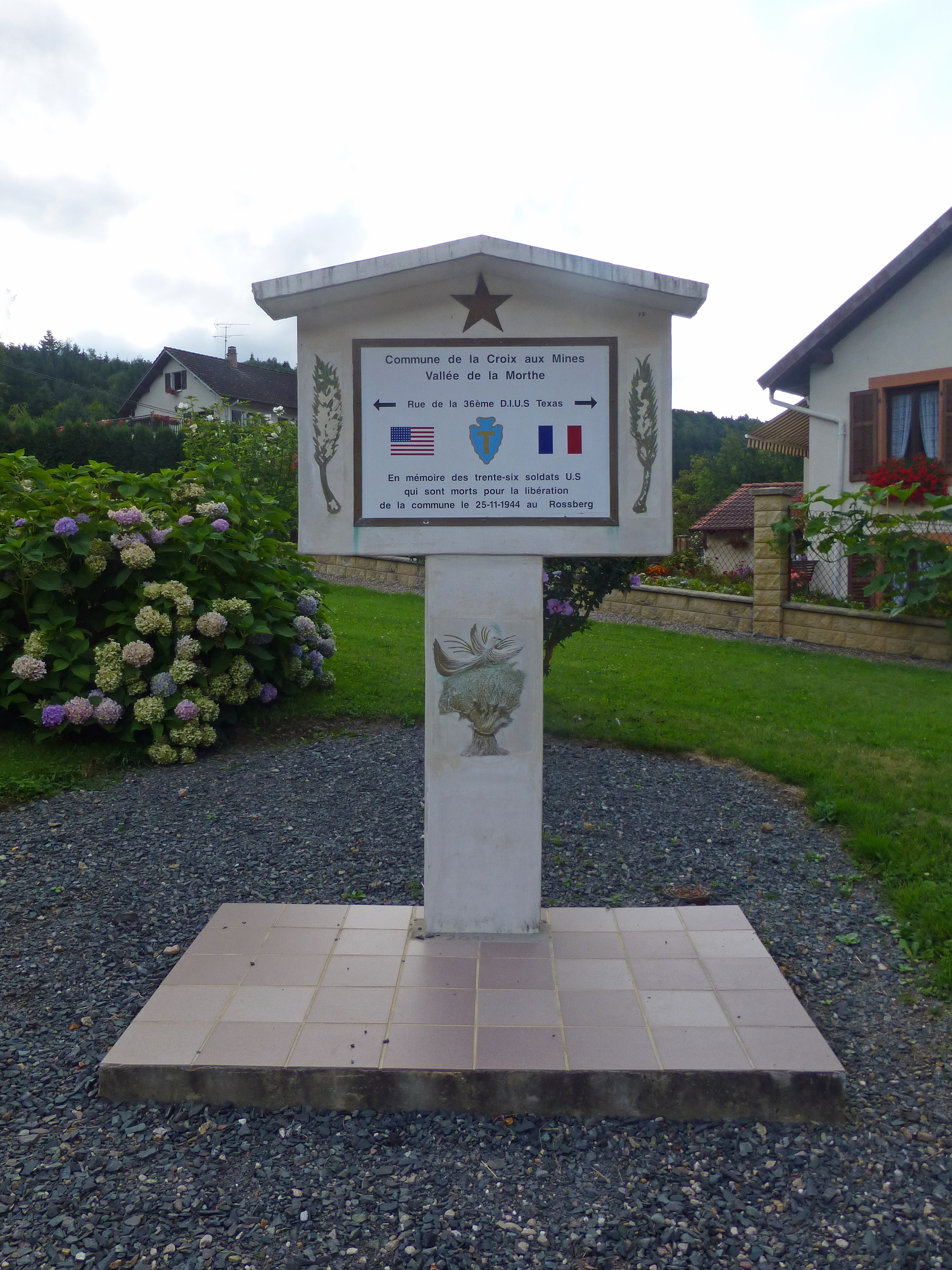
Monument de La Croix-aux-Mines (Vosges) à la mémoire des 36 soldats américains morts pour la libération de la commune le 25 novembre 1944 au Rossberg

La 36e division est réactivée le 23 décembre 1940, part pour l'Afrique du Nord en 1943.

#### Composition
- 141e régiment d'infanterie
- 142e régiment d'infanterie
- 143e régiment d'infanterie
- Artillerie divisionnaire :
  - 131e régiment d'artillerie de campagne (105mm)
  - 132e régiment d'artillerie de campagne (105 mm)
  - 133e régiment d'artillerie de campagne (105 mm)
  - 155e régiment d'artillerie de campagne (155 mm)
- 36e escadron de reconnaissance
- 111e bataillon de génie de combat
- 111e bataillon médical
- services

#### Italie
- Opération Avalanche

#### débarquement de Provence
- La Force Camel du général John E. Dahlquist, composée de la 36e division d'infanterie, débarque du côté Est sur 3 plages différentes : Fréjus, face à la base aéronavale, au Dramont et sur la plage d'Anthéor à Agay.

## Théâtres d'opérations
- Première Guerre mondiale
  - 1918
    - Offensive Meuse-Argonne
      - Bataille de Somme-Py
- Seconde Guerre mondiale
  - Bataille de Bruyères